# Tye Kartye
Tye Kartye, född 30 april 2001, är en kanadensisk professionell ishockeyforward som är kontrakterad till Seattle Kraken i National Hockey League (NHL) och spelar för Coachella Valley Firebirds i American Hockey League (AHL).
Han har tidigare spelat för Sault Ste. Marie Greyhounds i Ontario Hockey League (OHL).
Kartye blev aldrig NHL-draftad.

## Statistik
| Källa: Utv = Utvisningsminuter Uppdaterad: 2023-04-30 | Källa: Utv = Utvisningsminuter Uppdaterad: 2023-04-30 | Källa: Utv = Utvisningsminuter Uppdaterad: 2023-04-30 |                                           | Grundserie                                | Grundserie                                | Grundserie                                | Grundserie                                | Grundserie                                |                                           | Slutspel                                  | Slutspel                                  | Slutspel                                  | Slutspel                                  | Slutspel                                  |                                           |
| Säsong                                                | Lag                                                   | Liga                                                  | Matcher                                   | Mål                                       | Assists                                   | Poäng                                     | Utv                                       | Matcher                                   | Mål                                       | Assists                                   | Poäng                                     | Utv                                       |                                           |                                           |                                           |
| ----------------------------------------------------- | ----------------------------------------------------- | ----------------------------------------------------- | ----------------------------------------- | ----------------------------------------- | ----------------------------------------- | ----------------------------------------- | ----------------------------------------- | ----------------------------------------- | ----------------------------------------- | ----------------------------------------- | ----------------------------------------- | ----------------------------------------- | ----------------------------------------- | ----------------------------------------- | ----------------------------------------- |
| 2016–2017                                             | Greater Kingston Frontenacs U16                       | ETA                                                   | 36                                        | 18                                        | 14                                        | 32                                        | 18                                        | 10                                        | 6                                         | 3                                         | 9                                         | 18                                        |                                           |                                           |                                           |
| 2017–2018                                             | Greater Kingston Frontenacs U18                       | ETA                                                   | 36                                        | 28                                        | 23                                        | 51                                        | 34                                        | 7                                         | 5                                         | 4                                         | 9                                         | 4                                         |                                           |                                           |                                           |
| 2018–2019                                             | Sault Ste. Marie Greyhounds                           | OHL                                                   | 64                                        | 4                                         | 20                                        | 24                                        | 33                                        | 11                                        | 2                                         | 1                                         | 3                                         | 2                                         |                                           |                                           |                                           |
| 2019–2020                                             | Sault Ste. Marie Greyhounds                           | OHL                                                   | 64                                        | 25                                        | 28                                        | 53                                        | 28                                        | —                                         | —                                         | —                                         | —                                         | —                                         |                                           |                                           |                                           |
| 2020–2021                                             | Sault Ste. Marie Greyhounds                           | OHL                                                   | Spelade ej på grund av covid-19-pandemin. | Spelade ej på grund av covid-19-pandemin. | Spelade ej på grund av covid-19-pandemin. | Spelade ej på grund av covid-19-pandemin. | Spelade ej på grund av covid-19-pandemin. | Spelade ej på grund av covid-19-pandemin. | Spelade ej på grund av covid-19-pandemin. | Spelade ej på grund av covid-19-pandemin. | Spelade ej på grund av covid-19-pandemin. | Spelade ej på grund av covid-19-pandemin. | Spelade ej på grund av covid-19-pandemin. | Spelade ej på grund av covid-19-pandemin. | Spelade ej på grund av covid-19-pandemin. |
| 2021–2022                                             | Sault Ste. Marie Greyhounds                           | OHL                                                   | 63                                        | 45                                        | 34                                        | 79                                        | 57                                        | 10                                        | 7                                         | 2                                         | 9                                         | 4                                         |                                           |                                           |                                           |
| 2022–2023                                             | Seattle Kraken                                        | NHL                                                   | —                                         | —                                         | —                                         | —                                         | —                                         | 2                                         | 1                                         | 0                                         | 1                                         | 2                                         |                                           |                                           |                                           |
|                                                       | Coachella Valley Firebirds                            | AHL                                                   | 72                                        | 28                                        | 29                                        | 57                                        | 74                                        | 3                                         | 2                                         | 0                                         | 2                                         | 0                                         |                                           |                                           |                                           |
| NHL totalt                                            | NHL totalt                                            | NHL totalt                                            | —                                         | —                                         | —                                         | —                                         | —                                         | 2                                         | 1                                         | 0                                         | 1                                         | 2                                         |                                           |                                           |                                           |
| OHL totalt                                            | OHL totalt                                            | OHL totalt                                            | 191                                       | 74                                        | 82                                        | 156                                       | 118                                       | 21                                        | 9                                         | 3                                         | 12                                        | 6                                         |                                           |                                           |                                           |